# Carlos Berzosa
Carlos Berzosa Alonso Martínez (Madrid, 1945) es un catedrático de Economía Aplicada, rector de la Universidad Complutense de Madrid desde el 23 de junio de 2003 al 3 de junio de 2011, tras ser decano los catorce años anteriores en la Facultad de Ciencias Económicas y Empresariales de dicha universidad. En los cuatro años previos a su elección como rector había sido miembro de la Junta de Gobierno y del Consejo Social en representación del profesorado. También había sido director del Departamento de Economía Aplicada I.
Colaboró en varios medios de comunicación, formando parte del consejo editorial del diario El Sol, en temas económicos de los servicios informativos de la Cadena SER, tertuliano comentarista en Onda Cero y colaborador en el semanario El Siglo. También es presidente de la Fundación General de la UCM, miembro del consejo de redacción de la Revista de Economía Mundial (REM) y director de la publicación Revista de Economía Crítica. De cara a las elecciones generales de 2011 manifestó su apoyo a la candidatura de Izquierda Unida (España).
Es académico de honor de la Real Academia de Doctores de España.
Actualmente imparte clase de Economía mundial a los alumnos del Grado en Comercio, en la Facultad de Comercio y Turismo de la Universidad Complutense de Madrid. En 2014 es presidente de la Comisión Española de Ayuda al Refugiado, también conocida como CEAR.

## Polémicas
A Berzosa se le acusó de presuntas irregularidades detectadas en su gestión como rector, entre los años 2009 y 2010. La Cámara de Cuentas emitió un informe sobre la Fundación General de la Universidad Complutense de Madrid, en el que denunciaba un sobrecoste de 11,5 millones de euros en la construcción de un residencial en Somosaguas, en la que la fundación actuó como promotora. Se trataba, no obstante, de una promoción que se inició con el mandato del anterior Rector y que Carlos Berzosa sólo cumplió solucionando los problemas de todo tipo que había.
Maliciosamente, el borrador de informe hablaba de un desfase entre el precio de la construcción cerrado en 2009 (61 millones) y la última revisión de octubre de 2008 (49,5 millones). También acusa a la fundación de “carecer de un sistema de control interno de regularidad y eficiencia”. Por ello la Asamblea de Madrid reclamó la comparecencia tanto de Berzosa como de su sucesor, José Carrillo, ante la posibilidad de un delito de prevaricación, malversación de caudales públicos e, incluso, tráfico de influencias. La Fundación defendió la gestión de Berzosa y prometió aclarar los problemas detectados. Una vez aprobado el informe por la Cámara de Cuentas no apareció ningún elemento discutible en la gestión de Berzosa.
También, en 2010, la entonces Consejera de Educación, Lucía Figar, criticó a Berzosa de desviar 192 millones de euros y llevar una mala gestión como rector, y ambos mantuvieron un contencioso por asuntos de financiación de la Universidad Complutense. Por un lado, el rector acusaba al Gobierno regional de deberle 118 millones de euros, Y Figar acusó a éste de desviar 192 millones de euros, y de ser "el responsable de la mala situación económica actual de la Complutense por su deficiente gestión". El centro universitario aprobó por aquel entonces un plan de saneamiento presupuestario debido a las serias dificultades financieras que atravesaba.
Figar proclamó en el pleno de la Asamblea que "desde 2003 los organismos rectores de la Universidad Complutense han desviado 192 millones de euros en gastos de personal no autorizados". La consejera explicó que los presupuestos de la Comunidad de Madrid establecen el gasto máximo en salarios para cada una de las seis universidades públicas de la región. Se hace no solo "para garantizar el equilibrio presupuestario, sino para que los centros universitarios puedan garantizar la calidad de la docencia".
Realmente, la situación económica de la UCM no era nada buena cuando Berzosa tomó el poder en 2003 Se acababan de suscribir dos créditos por importe de global de 68 millones de euros y asimismo, tal como señala la contabilidad de la Universidad aprobada antes de que llegara al rectorado, había unos 30 millones de euros en lo que se denomina deuda comercial. El crédito se terminó de pagar en febrero de 2011, antes de que terminara su segundo mandato.

## Publicaciones
- Conciencia del subdesarrollo veinticinco años después, con José Luis Sampedro. Madrid: Taurus, 1996.
- La economía española ante la futura Unión Monetaria" en Nieto Solís, J. A., ed.: La Economía Española ante la Unión Monetaria Europea. Madrid: Síntesis, 1997. ISBN 84-7738-491-6.pp. 51-56.
- Mercado de trabajo y Estado de Bienestar en Guerra, A.; Soares, M.; Rocard, M. et al.: Una nueva política social y económica para Europa. Madrid: Editorial Sistema, 1997. ISBN 84-86497-33-7.pp.97-113.
- Trabajo productivo e improductivo en Villota, P., ed.: Las mujeres y la ciudadanía en el umbral del siglo XXI. Madrid: Editorial Complutense, 1998.
- Hacia una conciencia mundial. en Cuadernos de Arteleku, No. 14, 1998. ISBN 84-7907-255-5. pp.67-78.
- La desigualdad Norte- Sur en Villota, P., ed.: Globalización y Género. Madrid: Síntesis, 1999. ISBN 84-7738-646-3.pp.99-108.
- Globalización y nuevas arquitecturas políticas. en Selgas, F.J. y Monleón, J.B., eds.: Retos de la posmodernidad. Madrid: Trotta, 1999. ISBN 84-8164-272-X. pp.293-301.
- Desigualdad económica y Estado del bienestar en Fernández García, T. y Garcés Ferrer, J. eds.: Crítica y futuro del Estado del Bienestar. Valencia: Tirant lo Blanch, 1999. ISBN 84-8002-873-4. pp.35-51.
- El subdesarrollo, una toma de conciencia para el siglo XXI en AAVV: Derechos humanos y desarrollo. Bilbao: Mensajero, 1999. ISBN 84-271-2257-8. pp.17-29.
- Mercado, Estado y Economía Mundial en Revista de Economía mundial, No. 1, 1999. pp. 29-50.
- Los socialistas utópicos. Marx y sus discípulos con M. Santos. Madrid: Síntesis, 2000. ISBN 84-7738-750-8. pp.65-271.
- La economía crítica en el mundo y en España en Guerrero, D., ed.: Macroeconomía y crisis mundial. Madrid: Trotta, 2000. ISBN 84-8164-420-X. pp.245-250.
- Treinta años de desempleo y treinta años sin Keynes en Sistema, No. 155/156, abril de 2000. Pp.63-70.
- México y España ante dos procesos de integración en Comercio Exterior, Vol. 50, número 8, agosto de 2000. pp. 718-723.
- Las políticas neoliberales. en Papeles de la FIM, No. 15, 2.ª época, 2000. pp.15-25.
- Estructura Económica Mundial con P. Bustelo y J. de la Iglesia. 2.ª ed. Madrid: Síntesis, 2001. ISBN 84-7738-439-8.
- La economía y la socialdemocracia en las sociedades avanzadas en Fernández García, T. y Marín Sánchez, M., eds.: Estado de bienestar y socialdemocracia. Madrid: Alianza Editorial, 2001. ISBN 84-206-4466-8.pp.41-61.
- Desigualdad económica y desarrollo sostenible en Santana Vega, L.E., coord.: Trabajo, educación y cultura. Madrid: Pirámide, 2001. ISBN 84-368-1604-8.pp. 31-39.
- El Fondo Monetario Internacional y el Banco Mundial en la economía internacional, en Farré, M. y Allepuz, R., eds.: Globalización y dependencia. Lérida: Edicions de la Universitat de Lleida, 2001. ISBN 84-8409-103-1; pp. 45-68.
- Alternativas a la globalización en Mientras Tanto, N.º 80, 2001; pp. 49-63.
- El orden económico internacional. en Anales de la Cátedra Francisco Suárez, N.º 35, 2001; pp. 9-21.
- Las escuelas de pensamiento económico en Guerrero, D.: Manual de Economía Política. Madrid: Síntesis, 2002. ISBN 84-7738-941-1; pp. 221-258.
- Desigualdad económica mundial. en Tezanos, J.F.: Clase, estatus y poder en las sociedades emergentes. Madrid: Editorial Sistema, 2002. ISBN 84-96497-54-X. pp.85-100.
- Los desafíos de la economía mundial en el siglo XXI. Madrid: editorial Nivola, 2002. ISBN 84-95599-49-X.
- Subdesenvolupament i desigualtat en la distribució de la renda en el món en Vidal Villa, J. M., coord.: Cap a un món més o menys igualitari?. Barcelona: Biblioteca Universitaria, 2002. ISBN 84-7306-787-8. pp.39-60.
- La lucha contra las desigualdades en Guerra, A. y Tezanos, J.F. eds.: Alternativas para el siglo XXI. Madrid: Editorial Sistema, 2003. ISBN 84-86497-56-6.

| Predecesor: Rafael Puyol Antolín | Rector de la Universidad Complutense de Madrid 2003-2011 | Sucesor: José Carrillo Menéndez |